# Albert Frederic
Albert Frederic - Albrecht Friedrich (alemany); Albrecht Fryderyk (polonès) - (7 de maig de 1553 – 28 d'agost de 1618) fou el duc de Prússia, des del 1568 fins a la seva mort. Era fill d'Albert de Prússia i d'Anna Maria de Brunswick-Lüneburg. Va ser el segon i darrer duc prussià de la branca Ansbach de la família Hohenzollern.

## Família
Albert Frederic es va casar el 1573 amb Maria Elionor de Clèveris, filla de Guillem, duc de Jülich-Cleves-Berg i de l'arxiduquessa Maria d'Àustria (1531 – 1581); filla de l'emperador Ferran I i d'Anna de Bohèmia i Hongria.
Albert Frederic i Maria foren pares de set fills:
1. Anna de Prússia (3 de juliol de 1576 – 30 d'agost de 1625). Casada amb Joan Segimon, elector de Brandenburg
2. Maria de Prússia (23 de gener de 1579 – 21 de febrer de 1649). Casada amb Cristià, marcgravi de Brandenburg-Bayreuth
3. Albert Frederic (1 de juny de 1580 – 8 d'octubre de 1580).
4. Sofia de Prússia (31 de març de 1582 – 4 de desembre de 1610). Casat amb Guillem Kettler de Curlàndia.
5. Elionor de Prússia (22 d'agost de 1583 – 31 de març / 9 d'abril de 1607). Casada amb Joaquim Frederic, elector de Brandenburg.
6. Guillem Frederic (23 de juny de 1585 – 18 de gener de 1586).
7. Magdalena Sibil·la de Prússia (31 de desembre de 1586 – 22 de febrer de 1659). Casada amb Joan Jordi I, elector de Saxònia.

## Duc de Prússia
Albert es va convertir en duc de Prússia després de retre homenatge feudal al seu cosí, el rei de Polònia, Segimon August, el 19 de juliol de 1569 a Lublin. L'homenatge va ser descrit pel cronista polonès Jan Kochanowski a la seva obra Proporzec ("estàndard"). Durant les eleccions poloneses de 1573, Albert Frederic va intentar acceptar el senat polonès, però es va oposar al poderós Jan Zamoyski (després Gran Hetman de la Corona del Regne de Polònia) que temia la influència dels protestants en el cos legislatiu polonès. Albert Frederic es va negar inicialment a reconèixer l'elecció de Esteve Bathory i va donar suport a la candidatura de Maximilià d'Habsburg. Tanmateix, en el sejm de Toruń d'octubre de 1576, va donar el seu suport al nou monarca.
Com a besnet del rei polonès Casimir IV Jagelló, i com a duc de Prússia que dominava Polònia, Albert Frederic va ser considerat seriosament durant un temps, com a possible candidat al tron polonès. Va gaudir particularment del suport dels luterans polonesos.
El 1572 va començar a presentar signes de trastorn mental. A principis de 1578, la regència va ser presa pel seu cosí, Jordi Frederic de Brandenburg-Kulmbach (1539-1603). Després de la mort de Jordi Frederic el 1603, el rei polonès Segimon III Vasa nomenà regent Joaquim Frederic el 1605 i va permetre que el seu fill, Joan Segimon, el succeís el 1611. Aquest últim es va convertir en duc de Prússia després de la mort d'Albert Frederic el 1618.
A la seva mort, el ducat va passar al seu gendre Joan Segimon, marcgravi de Brandenburg, combinant els dos territoris sota una sola dinastia i formant la unió personal de Brandenburg-Prússia.